# Dopolavoro Aziendale Redaelli
Il Dopolavoro Aziendale Redaelli, o più comunemente Aziendale Redaelli, fu una società sportiva e società calcistica, che aveva sede nella città di Milano, nel quartiere di Rogoredo.

## Storia
Nella stagione 1938-1939 vinse il girone B Lombardo di Prima Divisione, ottenendo la promozione in Serie C.
Negli anni 1930 e 1940 ha disputato cinque stagioni in Serie C.
Ha inoltre partecipato per due volte alla Coppa Italia trovando in entrambi i casi l'immediata eliminazione.

## Strutture
La squadra disputava le partite nel Campo Dopolavoro Redaelli, sito all'interno della omonima acciaieria.
La sede della società era posta a Milano nella via Rogoredo al civico 1.

## Palmarès

### Competizioni nazionali
- Prima Divisione: 1

1938-1939 (Girone B Lombardia)

## Statistiche e record

### Partecipazione ai campionati
| Livello | Categoria | Partecipazioni | Debutto   | Ultima stagione | Totale |
| ------- | --------- | -------------- | --------- | --------------- | ------ |
| 3º      | Serie C   | 5              | 1939-1940 | 1945-1946       | 5      |